# Heteropsoa macrops
Heteropsoa macrops är en skalbaggsart som beskrevs av Pierre Lesne 1938. Heteropsoa macrops ingår i släktet Heteropsoa och familjen kapuschongbaggar. Inga underarter finns listade i Catalogue of Life.